# Сухі ліси Веракрусу
Сухі ліси Веракрусу (ідентифікатор WWF: NT0233) — неотропічний екорегіон тропічних та субтропічних сухих широколистяних лісів, розташований на заході Мексики.

## Географія
Екорегіон сухих лісів Веракрусу охоплює територію площею приблизно 6600 км², розташовану уздовж узбережжя Мексиканської затоки, у центральній частині Веракрусу, навколо міста Веракрус, одного з найбільших портів Мексики. Рельєф регіону представлений низовинами. В регіоні переважають осадові гірські породи та вапнякові ґрунти.
З півночі сухі ліси Центрального Веракрусу оточені вологими лісами Веракрусу, а з півдня — вологими лісами Веракрусу та Петену. На узбережжі регіону зустрічаються ділянки мангрів Альварадо.

## Клімат
В межах екорегіону переважає саванний клімат (Aw за класифікацією кліматів Кеппена), який характеризується спекотним вологим літом та теплою сухою зимою. Завдяки тому, що екорегіон лежить у дощовій тіні гірського хребта Сьєрра-де-Чіконкіако, середньорічна кількість опадів тут не перевищує 1000 мм.

## Флора
Рослинний покрив екорегіону представлений сухими тропічними лісами, дерева в яких скидають листя під час тривалого сухого сезону. Серед дерев, що домінують у лісах регіону, слід відзначити дванадцятитичинкову кордію (Cordia dodecandra), золотоцвіту арагуанею (Handroanthus chrysanthus), звичайну пісцідію (Piscidia piscipula), мексиканську горлянку (Crescentia alata), дерево гуанакасте (Enterolobium cyclocarpum), тонколисту еретію (Ehretia tinifolia) та рожеву табебую (Tabebuia rosea). Також у лісах регіону зростають різноманітні кактуси та інші сукуленти, зокрема різні види акантоцереусів (Acanthocereus spp.), агав (Agave spp.) та опунцій (Opuntia spp.). Трав'янистих рослин тут зустрічається небагато, однак деякі види епіфітів та чагарників є доволі поширеними. Серед чагарників, що зростають у сухих лісах екорегіону, слід відзначити різні види акацій (Acacia spp.), бурзер (Bursera spp.), фікусів (Ficus spp.), філлантусів (Phyllanthus spp.) та мавпячих сережок (Pithecellobium spp.).

## Фауна
В межах екорегіону зустрічається близько 100 видів ссавців, зокрема веракруські білохвості олені (Odocoileus virginianus veraecrucis), ошийникові пекарі (Dicotyles tajacu), флоридські кролики (Sylvilagus floridanus), мексиканські рудочереві вивірки (Sciurus aureogaster), тольтекські бавовняні хом'яки (Sigmodon toltecus), мексиканські коенду (Coendou mexicanus), віргінські опосуми (Didelphis virginiana), південні опосуми (Didelphis marsupialis), дев'ятипоясні броненосці (Dasypus novemcinctus), північні тамандуа (Tamandua mexicana), малі жовтоплечі месоамериканські кажани (Sturnira parvidens), ямайські плодоїди (Artibeus jamaicensis) та звичайні вампіри (Desmodus rotundus). Серед хижаків, поширених в лісах регіону, слід відзначити північноамериканську пуму (Puma concolor couguar), ягуарунді (Herpailurus yagouaroundi), койота (Canis latrans), сіру лисицю (Urocyon cinereoargenteus), білоносу носуху (Nasua narica), великого гризона (Galictis vittata), американського свинорилого скунса (Conepatus leuconotus) та звичайного ракуна (Procyon lotor). Раніше в екорегіоні зустрічалися ягуари (Panthera onca) та центральноамериканські тапіри (Tapirus bairdii), однак наразі вони тут вимерли.
Орнітофауна екорегіону нараховує понад 280 видів, з яких близько 85 видів є спеціалістами з сухих лісів. Багато птахів, що зустрічаються в регіоні, є перелітними видами, які зупиняються у сухих прибережних лісах під час своїх міграцій. Серед птахів, поширених в екорегіоні, слід відзначити східну чачалаку (Ortalis vetula), білокрилу зенаїду (Zenaida asiatica), малого ані (Crotophaga sulcirostris), червонодзьобого колібрі-смарагда (Cynanthus canivetii), юкатанську амазилію (Amazilia yucatanensis), неоарктичного яструба (Accipiter striatus), великодзьобого канюка (Rupornis magnirostris), аргентинську каракару (Caracara plancus), рудого сичика-горобця (Glaucidium brasilianum), чорноволого трогона (Trogon melanocephalus), золотоголову гілу (Melanerpes aurifrons), великого бекарда (Pachyramphus aglaiae), техаського тирана (Tyrannus couchii), тропічного тирана (Tyrannus melancholicus), велику пітангу (Pitangus sulphuratus), сизу комароловку (Polioptila caerulea), тигрового різжака (Campylorhynchus zonatus), бронзового дрозда (Turdus grayi), чорноволого трупіала (Icterus gularis), білошийого зерноїда (Sporophila morelleti), блакитну саяку (Thraupis episcopus) та якарину (Volatinia jacarina). Ендеміками екорегіону є рудошиї різжаки (Campylorhynchus rufinucha), а майже ендемічними його представниками — мексиканські колібрі-вилохвости (Doricha eliza) та веракруські трупіали (Icterus fuertesi).
Герпетофауна екорегіону також характеризується високим різноманіттям. Серед поширених в екорегіоні плазунів слід відзначити гостроносу мулову черепаху (Kinosternon acutum), мексиканську шипохвосту ігуану (Ctenosaura acanthura), рожевочереву колючу ігуану (Sceloporus variabilis), бурого василіска (Basiliscus vittatus), шовковистого аноліса (Anolis sericeus), мінливого коралового аспіда (Micrurus diastema) та імператорського удава (Boa imperator).

## Збереження
Більша частина сухих лісів екорегіону була знищена та замінена сільськогосподарськими угіддями, чагарниками і вторинними угрупованнями. Основними загрозами для збереження природи регіону є розвиток сільського господарства, зокрема скотарства, розширення поселень та видобування корисних копалин.
Оцінка 2017 року показала, що 234 км², або 4 % екорегіону, є заповідними територіями. Природоохоронні території включають: Природний заповідник Пуерта-де-Мата-Анона та Природний заповідник Шокотітла.